# Romaine Waite
Romaine Waite (Montego Bay, ...) è un attore canadese.
Tra il 2017 e il 2018 interpreta il personaggio di Troy Januzzi nella serie televisiva di fantascienza Star Trek: Discovery. Nel 2022 interpreta il personaggio di Thomas Miller nel film Albatross, ruolo che gli vale un premio come migliore attore all'Hamburg Film Festival dello stesso anno.

## Biografia
Romaine Waite nasce a Montego Bay, in Giamaica. La famiglia si trasferisce poi in Canada, a Brampton, in Ontario, dove Waite trascorre gli anni della sua adolescenza.
La carriera di attore di Romaine Waite ha inizio a fine anni duemila, prendendo parte a cortometraggi, film indipendenti e serie e film per la televisione, in ruoli minori. Ma già nel 2011 interpreta il personaggio ricorrente di Logan Mitioner nella prima stagione della serie televisiva canadese Poser e nel 2014 è coprotagonista della miniserie televisiva diretta da Sherren Lee, Someone Not There. Al cinema nel 2013 interpreta il ruolo minore di Steve McDonald nel film thriller Antisocial e l'anno successivo nel giallo Separation Anxiety e nel film d'azione Scratch, in cui interpreta il personaggio di John Burke. Nel 2016 è poi, al fianco di Gerard Butler, nel film drammatico Quando un padre. A teatro compare in opere quali Killcreek (2013), dove interpreta Rick, e Nuts (2014), in cui interpreta Aaron Levinsky.

Nello stesso periodo, in televisione compare in ruoli minori o come guest star in singole puntate di serie e miniserie quali: The Strain (2015), Rogue (2015), Heroes Reborn (2015), Beauty and the Beast (2015-2016), I misteri di Murdoch (2016), L'esercito delle 12 scimmie (2016), Indagini ad alta quota (2017), Schitt's Creek (2017), Private Eyes (2017) e The Girlfriend Experience (2017).
Tra 2017 e 2018 compare in Star Trek: Discovery, sesta serie televisiva live action del franchise di fantascienza Star Trek, creato negli anni sessanta da Gene Roddenberry, e primo del cosiddetto Expanded Universe creato dallo showrunner Alex Kurtzman. Romaine Waite vi interpreta il personaggio di Troy Jannuzzi, ufficiale di plancia addetto alle comunicazioni della USS Shenzhou, sotto il comando del capitano Philippa Georgiou (Michelle Yeoh), negli episodi Il saluto vulcaniano e Battaglia alla stella binaria. Interpreta inoltre la controparte dell'universo dello specchio di Jannuzzi, negli episodi Vostro malgrado e Il lupo dentro. Durante la battaglia delle stelle binarie, la nave viene gravemente danneggiata e viene abbandonata dal suo equipaggio, mentre il capitano viene uccisa dal klingon T'Kuvma (Chris Obi).
Dal 2017 entra a far parte del cast della serie televisiva di CBC Frankie Drake Mysteries, che vede come protagonista Lauren Lee Smith nei panni di Franke Drake, investigatrice privata che lavora nella Toronto degli anni venti. Romaine Waite vi interpreta il personaggio ricorrente di Bill Peters, amico della socia in affari di Franke, Trudy Clarke (Chantel Riley), apparendo in 9 episodi nel corso delle 4 stagioni che compongono la serie. Nel 2018 compare nella serie televisiva Taken, al fianco di Jennifer Beals. Nel 2019 Romaine Waite scrive, produce, dirige e interpreta il cortometraggio 36 Hammond Drive, al fianco di Nabeel El Khafif, Sherry Hsu, Adam Jenner e Cody Ray Thompson, che narra della prova che deve affrontare il protagonista per difendere la donna che ama.
Nel 2020 è nel film per la televisione di Lifetime, The Clark Sisters: First Ladies of Gospel, film biografico che racconta la storia delle Clark Sisters, gruppo musicale statunitense di Detroit composto da Elbernita "Twinkie" Clark, Jacky Clark Chisholm, Dorinda Clark-Cole e Karen Clark Sheard (interpretate rispettivamente da Christina Bell, Angela Birchett, Shelea Frazier e Kierra Sheard-Kelly). Romaine Waite vi interpreta Greg Cole, marito di Dorinda Clark.

## Filmografia

### Attore

#### Cinema
- The Trouble with the Next Day, regia di Julia Oxley - cortometraggio (2011)
- Pawn Takes Knight, regia di Julia Oxley - cortometraggio (2012)
- Volition, regia di Brandon Benoit - cortometraggio (2013)
- One Night a Stranger, regia di Chris Strikes - cortometraggio (2013)
- Rats, regia di Jonathan Degousée - cortometraggio (2013)
- Antisocial, regia di Cody Calahan (2013)
- My Favourite Thing, regia di Sherren Lee - cortometraggio (2013)
- Separation Anxiety, regia di Elvis Deane (2014)
- Bubble Gum Scented Urinal Cakes, regia di Rick Skyler (2014)
- Holtered, regia di Julia Oxley - cortometraggio (2015)
- Scratch, regia di Maninder Chana (2015)
- Quando un padre (A Family Man), regia di Mark Williams (2016)
- Carbon Copy, regia di Michael Dragnea (2016)
- 52 Words for Love, regia di James Blokland e Andrea Moodie (2018)
- Il calendario di Natale (The Holiday Calendar), regia di Bradley Walsh (2018)
- 36 Hammond Drive, regia di Romaine Waite - cortometraggio (2018)
- Albatross, regia di Myles Yaksich (2022)

#### Televisione
- A Man of Principals, regia di David W. Cooper - miniserie TV (2009)
- Poser - serie TV, 6 episodi (2011)
- Someone Not There, regia di Sherren Lee - miniserie TV, 5 puntate (2014)
- The Strain - serie TV, episodio 2x03 (2015)
- Rogue - serie TV, episodio 3x07 (2015)
- Heroes Reborn - miniserie TV, puntata 9 (2015)
- Beauty and the Beast - serie TV, episodi 3x07-4x03 (2015-2016)
- I misteri di Murdoch (Murdoch Mysteries) - serie TV, episodio 9x13 (2016)
- L'esercito delle 12 scimmie (12 Monkeys) - serie TV, episodio 2x03 (2016)
- Un Natale quasi perfetto (A Perfect Christmas), regia di Brian K. Roberts - film TV (2016)
- Indagini ad alta quota (Mayday) - serie TV, episodio 16x09 (2017)
- Schitt's Creek - serie TV, episodio 3x11 (2017)
- Private Eyes - serie TV, episodio 2x06 (2017)
- La nebbia (The Mist) - serie TV, 9 episodi (2017)
- The Girlfriend Experience - serie TV, episodio 2x05 (2017)
- Star Trek: Discovery - serie TV, 4 episodi (2017-2018)
- Frankie Drake Mysteries - serie TV, 9 episodi (2017-2021)
- Taken - serie TV, episodio 2x01 (2018)
- Little Dog - serie TV, 7 episodi (2019)
- Shadowhunters: The Mortal Instruments - serie TV, episodi 3x13-3x15 (2019)
- Crossword Mysteries: Proposing Murder, regia di Don McCutcheon - film TV (2019)
- The Crossword Mysteries: Abracadaver, regia di Jonathan Wright - film TV (2019)
- The Detectives - serie TV, episodio 3x07 (2020)
- The Clark Sisters: First Ladies of Gospel, regia di Christine Swanson - film TV (2020)
- As Gouda as it Gets, regia di Anne De Léan - film TV (2020)
- Agenzia Roman: case infestate vendesi (SurrealEstate) - serie TV, episodio 1x09 (2021)
- Saying Yes to Christmas, regia di Graeme Campbell - film TV (2021)
- Two Sentence Horror Stories - serie TV, episodio 4x09 (2022)
- Departure - serie TV, 4 episodi (2022)
- A New Diva's Christmas Carol, regia di Rusty Cundieff - film TV (2022)
- La voce del cuore (Love Hacks), regia di Marni Banack - film TV (2023)
- Scambio d'amore (Sister Dating Swap), regia di Cat Hostick - film TV (2023)

### Produttore
- 36 Hammond Drive, regia di Romaine Waite - cortometraggio (2018)
- Dead Weight, regia di Cody Ray Thompson - cortometraggio (2019)

### Regista
- 36 Hammond Drive - cortometraggio (2018)

### Sceneggiatore
- 36 Hammond Drive, regia di Romaine Waite - cortometraggio (2018)

## Teatro (parziale)
- Macbeth, regia di Jeremy Hutton, Hart House Theatre, Toronto (2011)
- Quantum Taxis, regia di Paul Steinsland, Honest Ed’s Parking Garage, Toronto (2012)
- Killcreek, regia di Katherine E. Bignell, The Randolph Theatre, Toronto (2013)
- Nuts (2014)

## Riconoscimenti
- Canadian Screen Award
  - 2023 - Miglior film per la televisione per Saying Yes to Christmas (condiviso con altri)
- GenreBlast Film Festival
  - 2016 - Candidatura al miglior cast per Scratch (condiviso con altri)
- Hamburg Film Festival
  - 2022 - Miglior attore per Albatross

## Doppiatori italiani
Nelle versioni in italiano delle opere in cui ha recitato, Romaine Waite è stato doppiato da:
- Emiliano Coltorti in Shadowhunters
- Matteo Costantini in Antisocial
- Flavio Aquilone in Star Trek: Discovery
- Gianluca Crisafi in Frankie Drake Mysteries
- Simone Crisari in Departure